# حمام میدان
حمام میدان یا حمام تلفن‌خانه مربوط به اواخر دورۀ قاجار است و در شهر کنگاور در استان کرمانشاه قرار دارد. این اثر به‌عنوان یکی از آثار ملی ایران به ثبت رسیده است.
از آنجا که در گذشتۀ تلفن‌خانۀ شهر کنگاور در مقابل این حمام قرار داشته، در میان مردم به «حمام تلفن‌خانه» معروف شده‌است. آب این حمام از قناتی تأمین می‌شده که در محلۀ «دَر عمارت» کنگاور قرار داشته‌است. مالکیت این بنا به صورت وقفی است.